# Gnamptogenys lanei
Gnamptogenys lanei is een mierensoort uit de onderfamilie van de Ectatomminae. De wetenschappelijke naam van de soort is voor het eerst geldig gepubliceerd in 1960 door Kempf.